# أميدو بالدي
أميدو بالدي (بالبرتغالية: Amido Baldé‏) وهو لاعب كُرة قدم برتغالي غيني بيساوي في مركز الهجوم ولد في يوم 16 مايو 1991 في مدينة بيساو عاصمة غينيا بيساو، وهو يلعب حالياً مع هابويل تل أبيب في إسرائيل كمعار من نادي سلتيك في اسكتلندا وسبق له اللعب مع نادي واسلاند بيفيرن وفيتوريا دي غيماريش ونادي سيركل بروج ونادي باداجوز في إسبانيا ونادي سانتا كلارا ونادي سبورتينغ لشبونة وسبورتينغ بيساو ولعب مع منتخب البرتغال لكرة القدم تحت 20 سنة.

## روابط خارجية
- أميدو بالدي على موقع الاتحاد الدولي (مؤرشف)  (الإنجليزية)
- أميدو بالدي على موقع الاتحاد الأوربي (الإنجليزية)
- أميدو بالدي على موقع قاعدة بيانات كرة القدم.إي يو (الإنجليزية)
- أميدو بالدي على موقع ناشيونال فوتبول تيمز (الإنجليزية)
- أميدو بالدي على موقع Soccerway.com (الإنجليزية)
- أميدو بالدي على موقع عالم كرة القدم.نت (الإنجليزية)
- أميدو بالدي على موقع AS.com (الإسبانية)